# Too Many People
Too Many People è un singolo di Paul McCartney pubblicato nel 1971, ed estratto dall'album Ram.

## Descrizione
Il brano è una sorta di polemica nei confronti dell'ex compagno di band John Lennon e di sua moglie Yoko Ono a cui erano indirizzate alcune frasi. In particolare ad infastidire Lennon erano state una foto sulla copertina del relativo album (Ram) di una coppia di scarafaggi colti nell'atto di accoppiarsi, l'album che inizia con la frase "piece of cake" (simile nel suono a "piss off, yeah" - Levati dalle palle, dai) in seguito rivelata essere un velato scherzo a Lennon., le strofe di Too Many People che dicono: «Too many people going underground» ("Troppa gente sta andando sottoterra", ma anche nel senso di "troppe persone che si atteggiano a far gli alternativi"), che John riteneva fosse indirizzata alla carriera di artista underground da lui intrapresa insieme a Yoko, e «That was your first mistake, you took your lucky break and broke it in two» ("Questo è stato il tuo errore principale, hai rotto il tuo colpo di fortuna") che originariamente era "Yoko ha preso la tua occasione fortunata e l'ha spezzata in due", (McCartney decise di modificarla prima di registrarla), un possibile cenno allo scioglimento dei Beatles e infine l'altra frase: "Too many people preaching practices" (Troppe persone predicano cosa fare).. Poi vi era anche il mezzo riferimento nell'altro brano dello stesso album: 3 Legs, a un amico che lo avrebbe abbandonato: «I thought you was my friend / When I thought I could call you my friend...» ("Pensavo che fossi un mio amico / Quando pensavo di poterti chiamare amico, mi hai abbandonato lasciandomi allo sbaraglio"). Lennon quindi scrisse in risposta How Do You Sleep? ("Come dormi?"). Il brano inizia con i brusii tipici di Sgt. Pepper's e subito parte il canto polemico di Lennon.

## Registrazione
Il brano venne inizialmente registrato il 10 novembre 1970 ai Columbia Studios di New York. La maggior parte delle sovraincisioni, tra cuil'aggiunta di ottoni all'inizio della canzone, è avvenuta nel gennaio 1971.

## Accoglienza
La rivista Rolling Stone l'ha valutata come la terza più grande canzone post-Beatles di McCartney, dietro solo a Band on the Run e Maybe I'm Amazed. Billboard ha descritto il pezzo come «sentimentalismo lamentoso, inconfondibilmente tipico del sound dei Beatles». Il critico del Boston Globe Ernie Santosuosso l'ha descritta come «una meditazione rumorosa sulla società» con una «chitarra particolarmente violenta», elogiando la musica più dei testi.

## Formazione
- Paul McCartney — voce, basso elettrico
- Linda McCartney - tastiera, cori
- Hugh McCracken – chitarra
- Denny Seiwell – batteria